# 오카자와 고세이
오카자와 고세이(일본어: 岡澤 昂星, 2003년 10월 22일~)는 일본의 축구 선수이다.

## 구단 경력
그는 2020년 J3리그의 세레소 오사카 U-23에서 뛰었다. 2022년 J1리그의 세레소 오사카에 입단했다. 2023년 7월 J3리그의 FC 류큐로 이적했다. 2024년까지 55경기에 출전하여, 3득점을 넣었다. 2025년 J2리그의 후지에다 MYFC로 이적했다.